# Hary Wetterstein
Hary Wetterstein (* 1951 in Wien) ist ein österreichischer Maler, Komponist und Musiker.

## Biografie
Wetterstein sammelte erste musikalische Erfahrungen in Schülerbands. Nach dem Studium beteiligte er sich an Bandprojekten und spielte mit Musikern wie Roland Neuwirth und Karl Ratzer.
Ab 1986 spielte er in Die Gumpendorfer Buam, formierte die eigene Wetterstein Band und nahm erste Schallplatten auf. Ab 1990 ging er als Bluesmusiker auf Tourneen. 1995 ging Wetterstein dazu über, in deutscher Sprache zu singen. 1990 trat er mit John Hammond beim Bluesfestival in Patras auf, eine Spanien-Tournee unternahm er 1992 mit Dr. Feelgood und war bei Bluesfestivals in den Niederlanden und Polen vertreten.
1993 folgten mehrere Auftritte bei Festivals in Spanien, ebenso 1994. Im selben Jahr war er am New Orleans Festival in den USA beteiligt. In den folgenden Jahren spielte er in Deutschland, Spanien und weiteren europäischen Ländern. Seit 2002 liegt sein Lebensmittelpunkt wieder in Wien.
Die Rhein-Zeitung bezeichnete Wetterstein 2001 als „absolute Blues-Rarität“.

## Projekte
- BluesArt Trio
- Raga Roll
- MomentMusik

## Diskografie
- Ev'ry Night (1988; Extraplatte, LP)
- Sound Of Torcal (1991; Cambaya Records, LP)
- Secret Blues (1993; Extraplatte, CD)
- On Transit (1996; Extraplatte, CD)
- Wiena Bluas (1996; Extraplatte, CD)
- Winterlieder (1998, CD)
- 99 Live (1999; Extraplatte, CD)
- Bluesart (2000; Groove Records, CD)
- Schlangentanz (2001, CD)
- Rolling On (2002, CD)
- GOArT (2004 CD)
- Hundling (2006, CD)
- Rattengift (2009, CD)
- OX (2010, CD)
- TigerOhrBalsam (2011, CD)